# Mount Ngarahoe
De Mount Ngarahoe (ook Ngauruhoe) is een samengestelde vulkaan in het Nationaal park Tongariro op het Noordereiland van Nieuw-Zeeland. De Ngarahoe is momenteel  2291 m hoog, en zijn locatie is 39°15' ZB en 175°63' OL. Samen met onder andere de Mount Ruapehu en de Tongariro maakt hij deel uit van de Taupo vulkanische zone.
Onder de vulkanen die voortdurend in werking zijn, behoort de Ngarahoe tot de meest actieve vulkanen ter wereld. Hij kende 61 uitbarstingen sinds 1839 (stand 2004).
Deze vulkaan stond in de filmtrilogie The Lord of the Rings model voor de Orodruin (Doemberg).

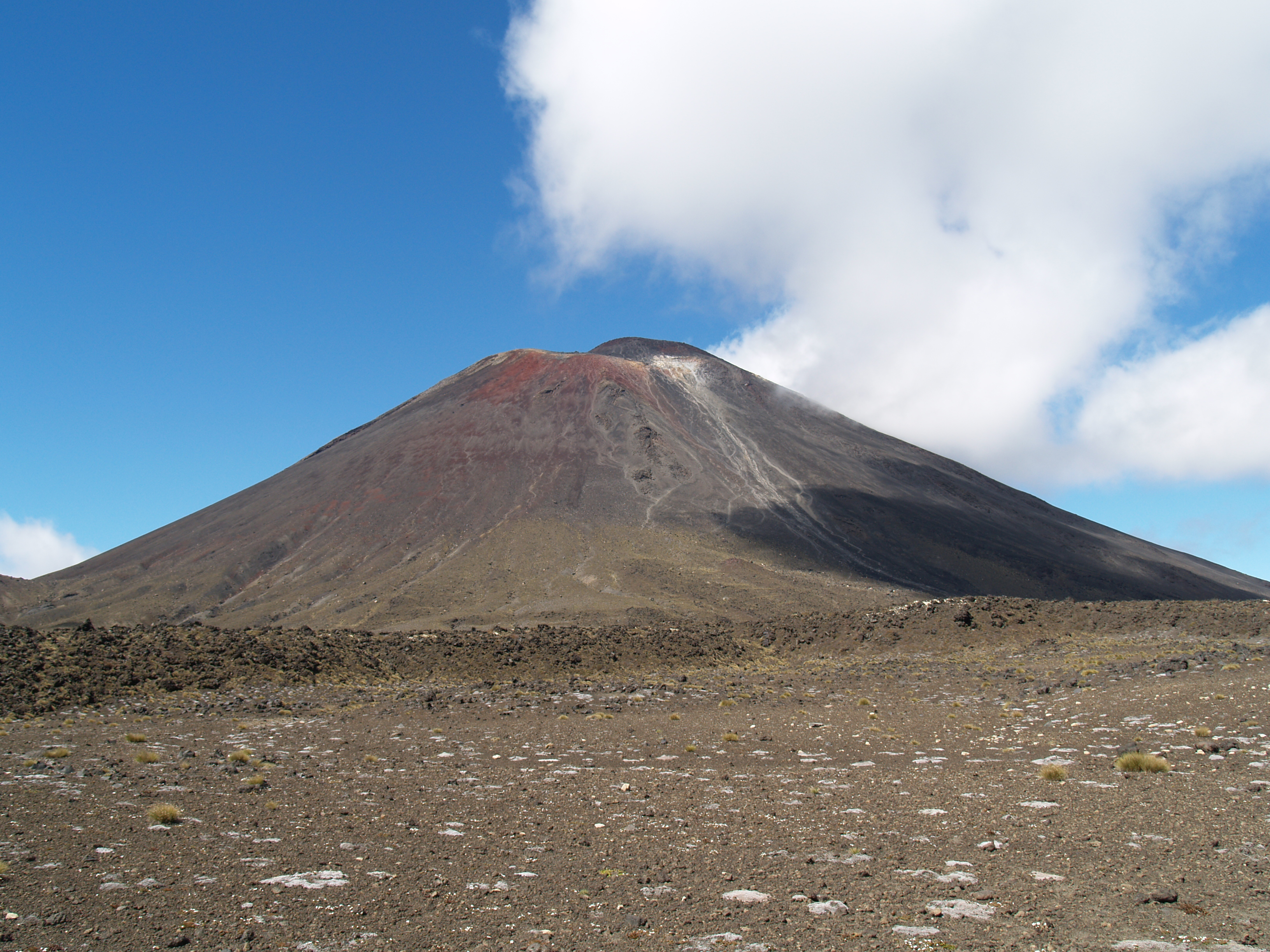
Mount Ngarahoe in de zomer.